# مانوئل پابلو گارسیا
مانوئل پابلو گارسیا (انگلیسی: Manuel Pablo García؛ زادهٔ ۱۱ نوامبر ۱۹۸۰) بازیکن فوتبال اهل آرژانتین است.
از باشگاه‌هایی که در آن بازی کرده‌است می‌توان به باشگاه فوتبال لگیا ورشو، ماترا کالچو، و باشگاه فوتبال راسینگ کلوب آویاندا اشاره کرد.